# Ambros Speiser
Ambros Speiser   (Basilea, 13 de novembre de 1922 - Aarau, 10 de maig de 2003) va ser un enginyer electrònic suís.

## Biografia
Tot i haver nascut a Basilea, Speiser va passar la seva primera infància a Surbiton (afores de Londres), on el seu pare, Ernst Speiser, era un pròsper empresari. El 1931 van retornar a Suïssa i es van instal·lar a Baden (Argòvia), on el seu pare va continuar la seva carrera com empresari fins que, a partir de la Segona Guerra Mundial, es va dedicar a la política.
A partir de 1944, Speiser va estudiar electro-tecnologia al ETH Zürich, en el qual es va graduar el 1948. L'any següent, el seu director de tesi, Eduard Stiefel, el va fer anar, juntament amb Heinz Rutishauser, a Harvard i Princeton per estudiar els projectes de computadors electrònics de les dues institucions. El 1950, al mateix temps que obtenia el doctorat, es va crear l'Institut de Matemàtica Aplicada del ETH i es va comprar un ordinador Z4 per experimentar amb ell. Això va impulsar Stiefel, Rutishauser i Speiser a construir el seu propi ordinador, que van anomenar ERMETH (acrònim de l'alemany Elektronische RechenMaschine ETH). Però el 1955, Speiser, que era l'enginyer en cap del projecte, el va abandonar i va fitxar com director del laboratori de recerca d'IBM a Zúric, des del qual va fer la competència als seus antics companys de l'ETH.
El 1966 va abandonar IBM per convertir-se en director d'investigació de Brown, Boveri & Cie (actual ABB) a Baden, càrrec en el qual es retirar el 1987.